# Massengräber in Ilirska Bistrica
Massengräber entstanden auf dem Gebiet der heutigen Gemeinde Ilirska Bistrica, Slowenien, während des Zweiten Weltkriegs und danach. 
Bisher wurden über 50 Gräber entdeckt, in denen insgesamt mehr als 1000 Opfer verscharrt wurden. Mit Ausnahme eines einzigen Grabes handelt es sich um getötete deutsche Soldaten. In diesen Fällen wird nachstehend ausschließlich die Zahl der bestatteten Opfer pro Grab angegeben, wenn nicht anders erwähnt. 

## Massengräber in der Stadt Ilirska Bistrica
- Stražica Massengrab (Grobišče pod Stražico) oder Grobišče Črne njive im Norden der Stadt: Deutsche Soldaten, gefallen im Mai 1945, exhumiert[1]
- Massengrab am Friedhof (Grobišče pod pokopališčem): 82 deutsche Soldaten, begraben in einem ehemaligen Schützengraben[2]

## Massengräber außerhalb der Stadt
Weitere Gräber befinden sich in der Umgebung des Hauptortes:

### Brce
- Massengrab an der Kirche (Grobišče ob cerkvi): 8[3]
- Massengrab am Gatter im Tal (Grobišče Ograda v dolini): 9[4]

### Dobro Polje
- Massengrab an der Kirche (Grobišče ob cerkvi): 2[5]

### Dolenje pri Jelšanah
- Brajda-Massengrab (Grobišče Brajda): 6[6]
- Farbečkina-Massengrab (Grobišče Farbečkina): 2[7]

### Dolnji Zemon
- Dula-Massengrab (Grobišče Dula): 8[8]
- Hrib-Massengrab (Grobišče Hrib): 2[9]
- Ločica-Massengrab (Grobišče Ločica): 22[10]
- Talbach-Massengrab (Grobišče Dolenji potok): unbekannte Zahl[11]
- Mlačca-Massengrab (Grobišče Mlačca): 3[12]
- Podnjive-Massengrab (Grobišče Podnjive): unbekannte Zahl[13]
- Stajnica-Massengrab (Grobišče Stajnica oder Stojnica): 4[14]
- Zahrib-Massengrab (Grobišče Zahrib): 30[15]

### Gornji Zemon
- Krnice-Massengrab (Grobišče Krnice): 150[16]

### Harije
- Friedhofs-Massengrab (Grobišče ob pokopališču): 4[17]
- Laze-Massengrab (Grobišče Laze): 3 oder 4[18]
- Vidos-Eichen-Massengrab (Grobišče Vidosovi ceri), auch Grobišče pri jezeru v Mlakah genannt: 4[19]

### Jablanica
- Bergfeld-Massengrab (Grobišče Njivce v gorah): 10
- Berg-Massengrab (Grobišč Gora): 10
- Solne-Massengrab (Grobišč Solne):

### Jasen
- Baba-Massengrab (Grobišče Pod babo): 2 Tschnetniks
- Jasen-Massengrab (Grobišče Jasen:) 98
- Jasen-Haus Nr. 11-Massengrab (Grobišče pri hiši Jasen 11): 3 bis 4

### Jelšane
- Brežine-Massengrab (Grobišče Brežine): 6
- Friedhofsmauer-Massengrab (Grobišče za pokopališkim zidom): unbekannte Zahl
- Kršnjak-Massengrab (Grobišče Kršnjak): 6
- Lokva-Massengrab (Grobišče Pri Lokvi): 6

### Koritnice
- Hanghöhlen-Massengrab (Grobišče Jama pod klancem): unbekannt

### Kuteževo
- Deutscher-Garten-Massengrab (Grobišče Nemški vrtec): 20
- Hadrovec-Massengrab (Grobišče Hadrovec): 20
- Pleščica-Massengrab (Grobišče Pleščica): 8
- Poliščice-Massengrab (Grobišče Poliščice): 8

### Novokračine
- Kupnica-Massengrab (Grobišče Kupnica): 82
- St. Katharina-Massengrab (Grobišče Sv. Katarina): unbekannte Zahl
- Šunčak-Massengrab (Grobišče Šunčak): 13
- Šušnjak-Massengrab (Grobišče Šušnjak): 13

### Podbeže
- Zavrh-Massengrab (Grobišče Zavrh): 2

### Prem
- Nogradec 1-Massengrab (Grobišče Nogradec 1): 23[20]

### Šembije
- Golak-Massengrab (Grobišče Golak): 12[21]
- Vinograd-Massengrab (Grobišče Vinograd): 30[22]

### Smrje
- Ločice 1-Massengrab (Grobišče Ločice 1): 2
- Ločice 2-Massengrab (Grobišče Ločice 2): 10 bis 11
- Ravence-Massengrab (Grobišče Ravence): 3

### Sušak
- Jagdhütten-Massengrab (Grobišče pri lovskem domu): unbekannte Zahl

### Topolc
- Topolc-Mühle-Massengrab (Grobišče pri topolškem mlinu): 80

### Trpčane
- Frkovec-Massengrab (Grobišče Frkovec): 4
- Flussufer-Massengrab (Grobišče Breg): 8

### Veliko Brdo
- Massengrab an der Kirche (Grobišče ob cerkvi): 17
- Ilovce-Massengrab (Grobišče Ilovce): 7

### Zabiče
- Jernak-Teich -Massengrab (Grobišče Mlaka pri Jernakovih): 3
- Rebrice-Massengrab (Grobišče Rebrice): 20

### Zarečje
- Vrček-Massengrab (Grobišče Vrček): 16